# سيمون هيو هولمز
سيمون هيو هولمز هو سياسي كندي، ولد في 30 يوليو 1831 في كندا، وتوفي في 14 أكتوبر 1919 في هاليفاكس في كندا. حزبياً، نشط في جمعية المحافظين التقدمية لنوفا سكوشا. وقد انتخب عضو مجلس نواب نوفا سكوتيا (16 مايو 1871 – 23 مايو 1882) وانتخب رئيس وزراء نوفا سكوتيا ‏ (22 أكتوبر 1878 – 23 مايو 1882).